# Luigi Negri
Luigi Negri (Codogno, 4 de agosto de 1956) es un político italiano y fue uno de los exponentes de la Liga Lombarda. Fue además representante de la Región de Lombardía en la Cámara de Diputados italiana.

## Biografía
Nacido en Codogno en 1956, completó sus estudios clásicos en el Liceo San Francesco de Lodi. Se licenció en Arquitectura en el Politécnico de Milán con una tesis sobre “Giovanni Battista Barattieri y la arquitectura del agua”.
Desde la década de 2000, Negri compagina su actividad política con su negocio de antigüedades. La pasión por la historia del arte le llevó a profundizar sobre todo en el estudio de la porcelana iniciándolo en el coleccionismo. Se dedica en particular al estudio de la porcelana alemana, especialmente de Meissen, la primera manufactura europea nacida en 1710.

## Ámbito político
- Diputado de 1992 a 1994.
- Secretario nacional de la Liga Lombarda de 1993 a 1995.
- Diputado de 1994 a 1996.
- Diputado de 1996 a 2001.[1]

Poco después del comienzo de la XIII legislatura, el nuevo presidente de la Cámara Luciano Violante lo invita, con un grupo de otros diputados arquitectos, a desarrollar un proyecto para la reorganización de la Piazza Montecitorio.